# Drew Peterson
Drew Peterson (Libertyville, 9 novembre 1999) è un cestista statunitense, professionista nella NBA con gli Charlotte Hornets.

## Statistiche

### College
| Anno      | Squadra     | PG  | PT  | MP   | TC%  | 3P%  | TL%  | RP  | AP  | PRP | SP  | PP   |
| --------- | ----------- | --- | --- | ---- | ---- | ---- | ---- | --- | --- | --- | --- | ---- |
| 2018-2019 | Rice Owls   | 32  | 23  | 19,8 | 34,0 | 29,8 | 75,6 | 3,3 | 1,5 | 0,4 | 0,1 | 5,0  |
| 2019-2020 | Rice Owls   | 32  | 31  | 32,2 | 41,1 | 32,8 | 82,4 | 6,5 | 3,5 | 1,0 | 0,4 | 11,1 |
| 2020-2021 | USC Trojans | 33  | 30  | 28,7 | 42,4 | 38,5 | 70,1 | 5,0 | 2,7 | 0,6 | 0,3 | 9,8  |
| 2021-2022 | USC Trojans | 34  | 34  | 33,0 | 46,7 | 41,2 | 71,7 | 6,2 | 3,3 | 0,7 | 0,8 | 12,4 |
| 2022-2023 | USC Trojans | 33  | 33  | 35,9 | 44,2 | 35,8 | 75,2 | 6,2 | 4,3 | 1,1 | 0,8 | 13,9 |
| Carriera  | Carriera    | 164 | 151 | 30,0 | 42,7 | 35,8 | 74,9 | 5,5 | 3,1 | 0,8 | 0,5 | 10,5 |

### NBA

#### Regular Season
| Anno       | Squadra        | PG | PT | MP  | TC%  | 3P%  | TL%  | RP  | AP  | PRP | SP  | PP  |
| ---------- | -------------- | -- | -- | --- | ---- | ---- | ---- | --- | --- | --- | --- | --- |
| 2023-2024† | Boston Celtics | 3  | 0  | 7,7 | 66,7 | 60,0 | -    | 0,3 | 0,3 | 0,7 | 0,0 | 3,7 |
| 2024-2025  | Boston Celtics | 25 | 1  | 7,4 | 41,5 | 39,4 | 77,8 | 1,6 | 0,5 | 0,2 | 0,1 | 2,2 |
| Carriera   | Carriera       | 28 | 1  | 7,5 | 44,7 | 42,1 | 77,8 | 1,5 | 0,5 | 0,3 | 0,1 | 2,3 |

### G League

#### Regular Season
| Anno      | Squadra           | PG | PT | MP   | TC%  | 3P%  | TL%  | RP  | AP  | PRP | SP  | PP   |
| --------- | ----------------- | -- | -- | ---- | ---- | ---- | ---- | --- | --- | --- | --- | ---- |
| 2023-2024 | S. Falls Skyforce | 13 | 8  | 33,8 | 52,8 | 40,7 | 85,7 | 5,5 | 4,2 | 1,0 | 0,4 | 15,2 |
| 2023-2024 | Maine Celtics     | 38 | 34 | 34,5 | 45,8 | 36,4 | 83,1 | 7,0 | 5,5 | 1,1 | 0,8 | 15,7 |
| 2024-2025 | Maine Celtics     | 25 | 25 | 33,8 | 43,8 | 37,4 | 89,1 | 6,6 | 5,0 | 1,4 | 0,2 | 18,1 |
| Carriera  | Carriera          | 76 | 67 | 34,2 | 46,1 | 37,4 | 85,7 | 6,6 | 5,1 | 1,2 | 0,5 | 16,4 |

## Palmarès
- Campionato NBA: 1

Boston Celtics: 2024